# Magnús Ásgeirsson
Magnús Ásgeirsson (* 9. November 1901 auf Reykir; † 30. Juli 1955 in Hafnarfjörður) war ein isländischer Übersetzer und Lyriker. Bekannt wurde er durch Nachdichtungen vor allem skandinavischer Lyrik. Ásgeirsson studierte Islandistik in Reykjavik und arbeitete im Protokollbüro des Althings. Ab 1941 war er Bibliothekar in Hafnarfjörður.

## Werke
- Siðkveld (Lyrik, 1923)
- Þýdd ljód (Übersetzungen, 6 Bände von 1928 bis 1941)